# Макушев, Игорь Юрьевич
Игорь Юрьевич Макушев (6 августа 1964, Петропавловск-Камчатский, РСФСР, СССР) — российский военачальник, председатель Военно-научного комитета — заместитель начальника Генерального штаба Вооружённых Сил РФ с 2015 года, генерал-лейтенант (2014). Заслуженный военный лётчик Российской Федерации (2012).

## Биография
Родился 6 августа 1964 года в г. Петропавловск-Камчатский. Вырос в Калининграде.
В 1985 году окончил Черниговское высшее военное авиационное училище лётчиков имени Ленинского комсомола. Затем, в 1995 году, Военную командную академию противовоздушной обороны имени Маршала Советского Союза Г. К. Жукова. Продолжил обучение в Военной академии Генерального штаба Вооружённых Сил, которую окончил с отличием в 2006 году.
Служил на всех лётных должностях от лётчика до заместителя командующего 16-й воздушной армией (2006—2008), начальника штаба 4-го командования ВВС и ПВО (2009—2011). Служил в Дальневосточном, Ленинградском, Московском, Приволжско-Уральском, Северо-Кавказском военных округах. В августе 2008 года служил заместителем командующего 16-й воздушной армией, в состав которой входила 105-я смешанная авиационная дивизия, с лётчиками которой вёл боевые действия на Кавказе.
С мая 2011 года по октябрь 2013 года — командующий 1-м командованием ВВС и ПВО.
В октябре 2013 года — июле 2015 года — начальник Главного штаба ВВС — первый заместитель Главнокомандующего ВВС.
С июля 2015 года — председатель Военно-научного комитета — заместитель начальника Генерального штаба Вооружённых Сил РФ.
Имеет квалификационную категорию «Лётчик-снайпер».
Член редакционной коллегии журнала «Военная мысль».
С 24 ноября 2022 г. — генеральный директор ПАО МАК «Вымпел».
Женат, есть сын.

## Награды
- Лауреат Государственной премии РФ имени Г. К. Жукова (2018).
- Заслуженный военный лётчик РФ[4][2].
- Орден «За военные заслуги».
- Медали.

## Санкции
23 февраля 2024 года Макушев внесён в санкционный список стран Евросоюза. как директор «Вымпел» и высокопоставленный российский военный чиновник, который оказывает материальную поддержку и получает выгоду от правительства РФ, которое несёт ответственность за аннексию Крыма и дестабилизацию Украины.